# Kaczyny-Stara Wieś
Kaczyny-Stara Wieś – część miasta Ostrołęka w Polsce położona w województwie mazowieckim.
Dawniej wieś.

## Historia
W latach 1921–1936 wieś leżała w województwie białostockim, w powiecie ostrołęckim, w gminie Rzekuń.
Według Powszechnego Spisu Ludności z 1921 roku wieś zamieszkiwało 356 osób, 355 było wyznania rzymskokatolickiego, 1 prawosławnego. Jednocześnie 355 mieszkańców zadeklarowało polską przynależność narodową a 1 rosyjską. Było tu 45 budynków mieszkalnych. Miejscowość należała do parafii rzymskokatolickiej w Rzekuniu. Podlegała pod Sąd Grodzki w Ostrołęce i Okręgowy w Łomży; właściwy urząd pocztowy mieścił się w Rzekuniu.
W 1936 dokonano zmian granic Ostrołęki włączając Kaczyny-Starą Wieś w granice miasta.